# 实验小鼠

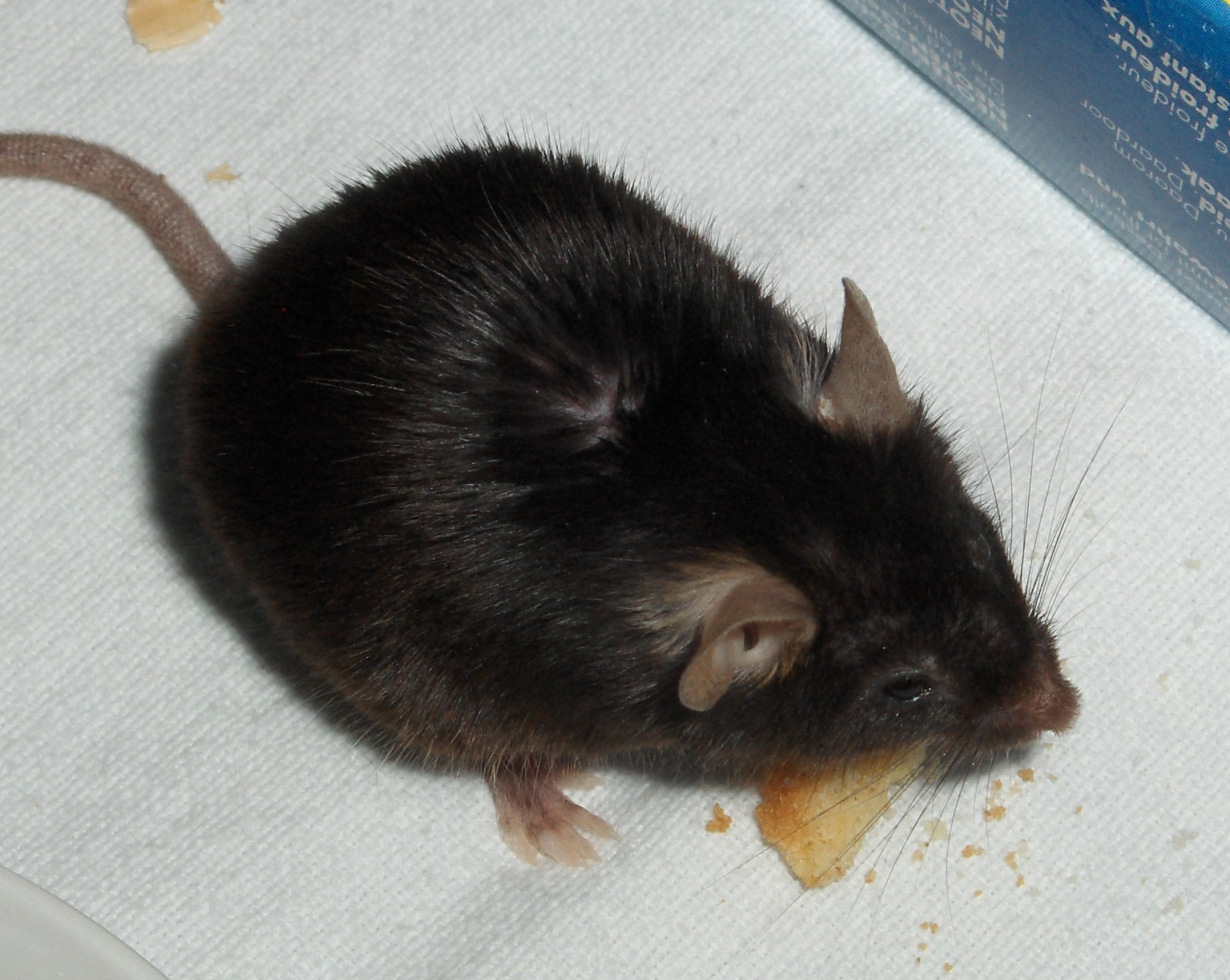
一隻C57BL/6品系的雌性实验小鼠

实验小鼠是一类专为动物实验驯化的小家鼠（Mus musculus），衍生自小家鼠下的两个亚种东欧家鼠（Mus musculus musculus）和西欧家鼠（Mus musculus domesticus）。
实验小鼠成本相对低廉，其生长快、易于饲养及繁殖力强，使牠成為使用最广泛的实验动物。事實上，实验小鼠用作实验动物有很长的历史，最早在17世纪就有人使用牠來进行动物实验:517-526，故小鼠的动物实验技术也最為成熟。实验小鼠和实验大鼠构成了实验动物的主体，大约90%的实验动物都是小鼠和大鼠。实验小鼠能用于药物实验，也能用于疾病模型构建等基础实验。

## 历史
小鼠用于科学实验的记录可以追溯到17世纪。英格兰生物学家罗伯特·胡克在1664年一项关于气压变化对生物体的影响中使用了小鼠作为实验动物。18世纪的两名法国科学家约瑟夫·普利斯特里和安托万·拉瓦锡也曾在他们的研究中多次使用小鼠作为实验动物。19世纪时，一些宠物豢养者曾交换过不同性状的宠物小鼠。1830年，在孟德尔发表孟德尔遗传定律论文的36年之前，一名住在瑞士日内瓦的药师兼小鼠饲养者对他就小鼠毛色的遗传进行的研究进行了介绍，所得到的结论和后来孟德尔在豌豆中得到的实验结果吻合。小鼠近交系DBA/2是人类第一个培育出的实验小鼠品系，由当时还是哈佛大学本科学生的克拉伦斯·库克·利特尔（C. C. Little）于1909年培育。因实验小鼠在生物学、医学研究上的重要性，小鼠是继人类后第二个全基因组得到测序的哺乳动物物种:8;15。
2005年时，主要的实验小鼠供应商包括：查尔斯河实验室（位于美国麻薩諸塞州米德爾塞克斯縣）、哈兰·斯普拉格·道利公司（位于美国印第安纳州印第安纳波利斯）、塔科尼克农场（位于美国纽约州日耳曼敦），以及非营利性的杰克逊实验室（位于美国缅因州巴港）。

## 解剖学与特性
实验小鼠有着相对较短的毛髮，尾巴长而且无毛髮覆盖。实验小鼠的耳朵圆而直立、眼珠凸出、吻部尖。实验小鼠的每个肢都有五个脚趾。部分实验小鼠品系是分泌黑色素功能缺失的白化品系，特点是毛髮為白色、眼珠為紅色。
实验小鼠的寿命普遍在1-3年之间，出生时重约1-2克。成年的雄性实验小鼠重约20-30克、成年的雌性小鼠重约18-35克。实验小鼠的正常体温范围是36.5-38°C、心跳次数为每分钟310-840次、平均每分钟会呼吸约80-230次。实验小鼠每天需要食用的食物大约是每10克体重1.2-1.8克，每天需要饮用的水大约是每10克体重1.5毫升:8。
骨骼系统方面，实验小鼠的脊椎节段组成是C7 T13 L6 S4 C28，有13对肋骨:6。消化系统方面，实验小鼠的牙齿由一对终身不断生长需不断进行磨牙的门齿和3对臼齿组成。实验小鼠的消化道与人相似，从口到肛依次为食道、胃、小肠（十二指肠、空肠、回肠）、大肠（盲肠，结肠和直肠），但没有阑尾结构。实验小鼠的胃是单室胃，分为不具备腺体功能和具有腺体功能的两部分，中间由一个界限嵴分隔，胃不具备腺体功能的部分由扁平上皮细胞被覆。实验小鼠的胃容量较小（1-1.5毫升），因此实验小鼠的饥饿耐受能力相对较弱:38-40:6:27。实验小鼠的肝分为四个叶：肝左叶、肝中叶、肝右叶，以及肝尾叶，其中最大的叶是肝左叶:23。呼吸系统方面，实验小鼠气管及支气管腺不发达、左肺由单个肺叶组成，右肺分为4个肺叶:38-40:7。免疫系统方面，实验小鼠淋巴系统发达，无扁桃体结构，受到外界刺激时候淋巴组织会出现增生现象。在造血功能方面，实验小鼠的骨髓为红骨髓，终身具有造血功能:38-40。
生殖系统和泌尿系统方面，实验小鼠的右肾比左肾稍靠前。实验小鼠的尿液高度浓缩，一次只会排出1-2滴尿液。雌性实验小鼠腹侧有乳头，其中颈胸区域有3对、腹股沟区域有2对。雄性实验小鼠肛门与生殖器的距离比雌性实验小鼠宽，利用这一点能分辨实验小鼠的性别:6-7:20-22。

## 饲养与习性

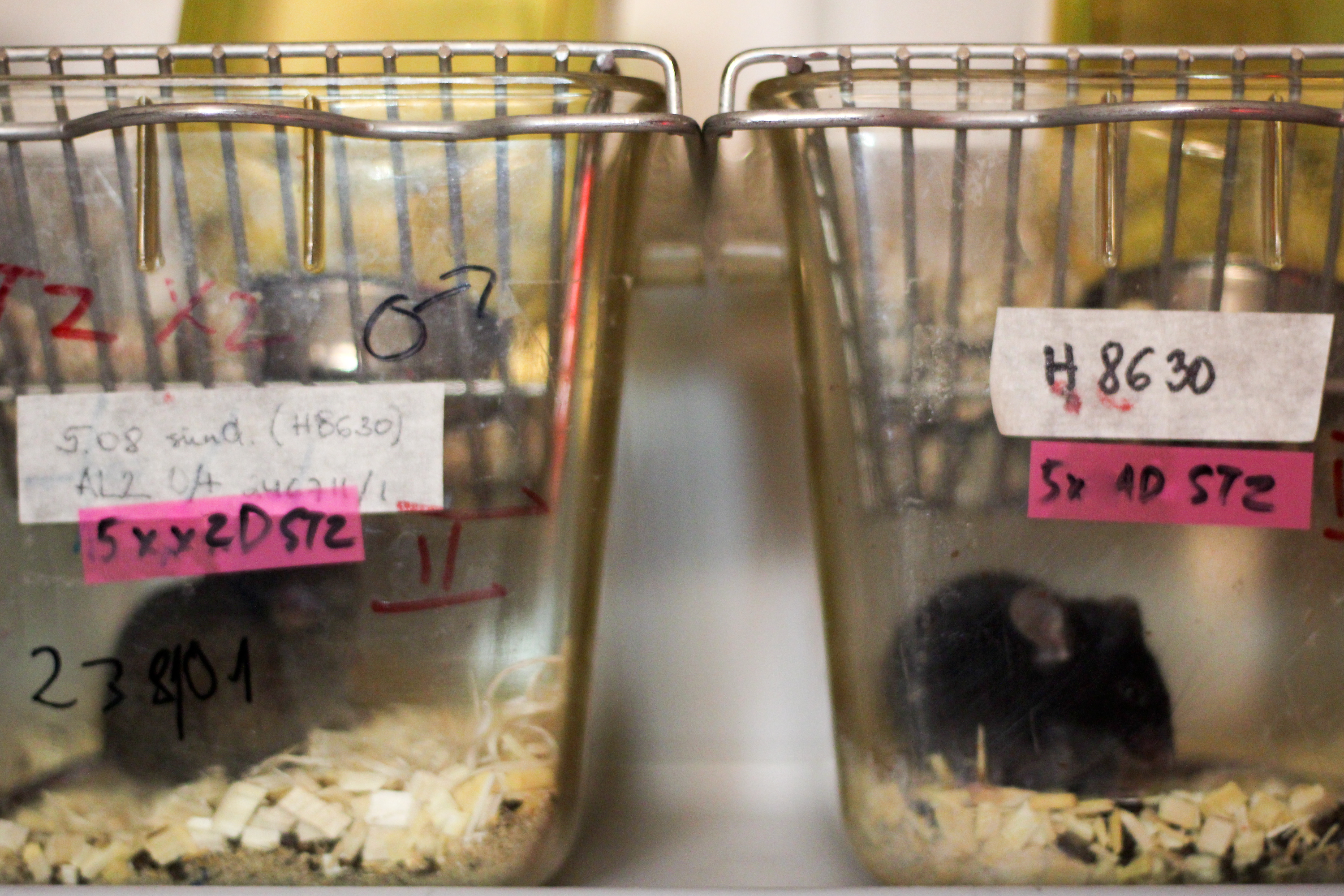
实验小鼠通常被饲养在如图所示的笼子中，笼中需要有垫料，并为实验小鼠提供饲料和干净的饮用水

实验小鼠依据体内寄生的微生物种类可分为普通级（conventional，缩写为CV）、无特定病原体级（specific pathogen free，缩写为“SPF”），以及无菌级（germ free，缩写为GF）。普通级的实验小鼠无任何防护措施。无特定病原体级的实验小鼠需要饲养在达到一定条件的动物房中，饲养环境能阻止特定病原体在这类实验小鼠中寄生。无特定病原体级的实验小鼠是受国际认可的标准动物模型。无菌级的实验小鼠需要生活在无菌环境中，体内不含有任何微生物:22-23。
虽然实验小鼠已经过一定驯化，但操作不当仍然有可能被咬到。实验小鼠具有一定社会性，而且内部具有等级之分。具有高地位的小鼠会咬掉地位较低小鼠的毛发包括胡须，尤其是在雌性小鼠之间。以上攻击行为的强度随品系变化而有所不同。不过，这不会对小鼠的健康產生不利影响。如果移走笼内具有支配地位的小鼠，很快便会有另一只小鼠占据支配地位。实验小鼠具有领域行为，刚生下幼崽的雌性实验小鼠对入侵领域者表现出的攻击性相对强。在对实验小鼠进行繁殖时，应将雌性小鼠和雄性小鼠各1只或2只雌性小鼠、1只雄性小鼠进行合笼。在后述情况下，应该在一只雌性小鼠怀孕后，移走一只雌性小鼠，使笼中只保留一只雌性小鼠。交配成功后，雌性小鼠会出现阴道栓，据此可以判断交配是否成功。实验小鼠的孕期一般是19-21天:287-300;396。
一般来说，饲养小鼠的动物房室温应控制在18-26℃之间，空气湿度应介于30-70%之间，45-60%之间的空气湿度对小鼠来说更加适宜。动物房内也不应该有过强的噪音，否则会对实验大鼠造成不利影响。饲养实验大鼠的动物房噪音不应超过85分贝。实验小鼠具有一定社会性，因此不应将实验小鼠单独饲养。实验小鼠的饲料应为实验小鼠提供均衡的营养，提供给实验小鼠的水应该做到清洁。饲养实验小鼠的笼舍应使用无孔、透明、耐热、耐洗涤剂，且有一定抗冲击强度的材料制成。如果要对笼舍进行湿热灭菌，还需要保证材料能耐受湿热灭菌时相对高的温度。笼舍的顶盖由金属棍组成网状或栅栏状，顶盖空隙需要足够小，以保证小鼠不能从缝隙中逃出。笼舍可以根据需要装配防护装置，防止微生物在不同的笼舍之间扩散。笼舍内应至少提供充足的食物和水、合适的湿度和温度、垫料（一般由玉米芯、锯末或纸屑组成）、以及活动和休息的场所。根据需要和具体条件，可为笼舍提供额外的设备。因实验小鼠具有社会性，不应该将实验小鼠单独饲养。根据欧洲委员会的规定，实验小鼠的平均生活空间应不低于330平方厘米、笼舍应至少高12厘米:395-408:13-26。

### 动物福利
实验动物福利有五项原则：动物实验必须在有必要性的前提下方才进行；应减轻实验动物的疼痛，同时应尽可能进行麻醉；不应使实验动物受到非必需的损伤或感知到非必須的疼痛；动物实验应仅由有经验的人员进行；应尽可能使用相对低等的实验动物。此外，实验动物应该享有五项自由：免于饥渴的自由、免于不适的自由、免于痛苦、伤害和不适的自由、表达主要天性的自由，以及免于恐惧和焦虑的自由。动物实验还应遵守“3R原则”，即替代、减少和改良:485-486。针对饲养方面的具体福利措施包括：不应将具有社会性的实验小鼠单独饲养；饲养实验小鼠的笼舍应至少提供充足的食物和水、合适的湿度和温度、垫料；笼舍的尺寸应在规定的最小值以上，使实验小鼠具有充足的活动和休息场所:490。

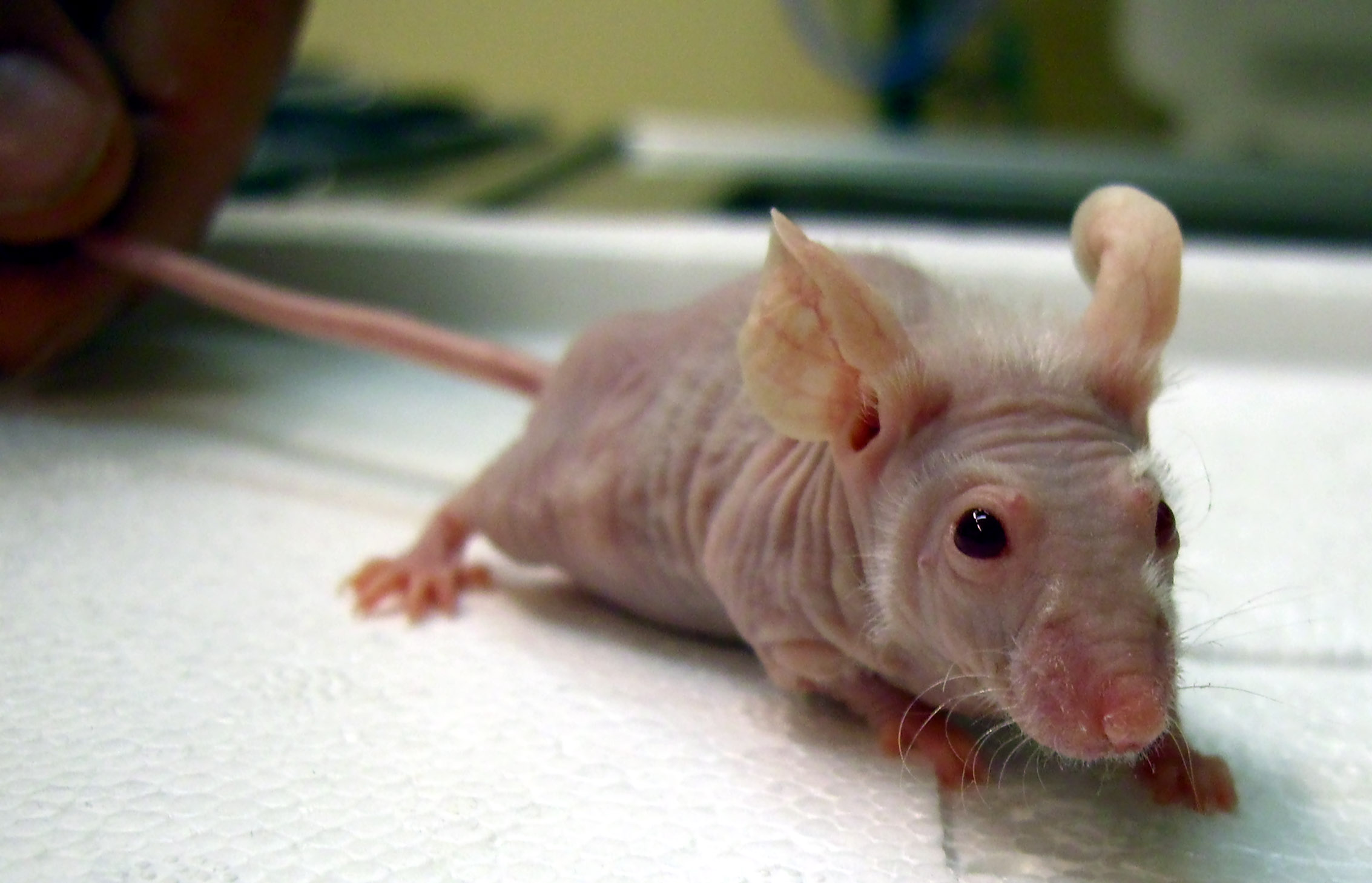
一只裸鼠

实验动物的福利保护模式分为美国模式和欧洲模式两大类。美国模式要求机构自我监管，而欧洲模式则是通过立法的方法规定对实验动物的最低福利要求。美国和加拿大采用美国模式，全球其他大部分国家，包括欧洲、澳洲、新西兰在内，则是采用欧洲模式。全球大部分国家都已制定有关实验动物福利的规范性文件。在美国，实验小鼠不属于1996年通过的《动物福利法案》保护的对象，不过各机构仍需要设立独立的伦理委员会进行管理。在加拿大，实验小鼠受到动物保护法规的保护。欧洲地区的动物实验指导性文件是欧洲委员会1986年公布的以ETS 123为基础的86/609/EEC号指令，对小鼠进行的实验也受该指令约束。该法令的附录A曾在2004年进行过修改。该法令规定了实验小鼠的笼舍最小面积、高度等标准:483-493。

### 免疫缺陷小鼠
免疫缺陷小鼠分为无胸腺裸鼠和SCID小鼠两大类，必须生活在无菌环境下。裸鼠是指胸腺先天发育不良的小鼠，体内几乎没有T细胞，因此只有很低的免疫力，而SCID小鼠患有嚴重複合型免疫缺乏症，体内既没有B细胞，也没有T细胞，免疫力完全丧失。免疫缺陷小鼠笼舍、饮水和食物都必须灭菌:395-408。

## 品系

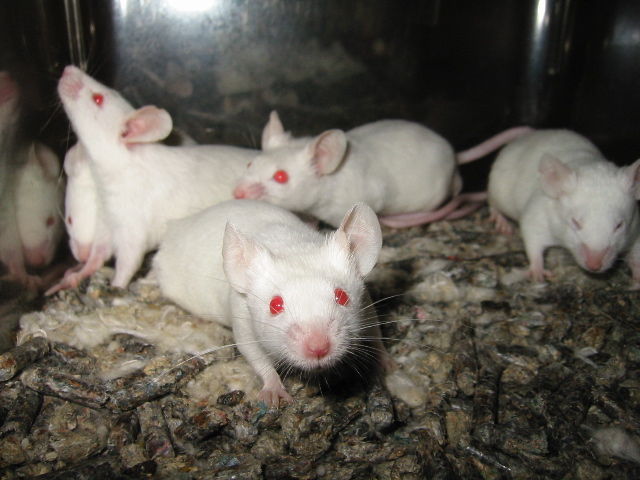
一群BALB/c品系（属于近交系）的实验小鼠

实验小鼠的品系按遗传背景可以分为近交系和远交（又称为封闭群）系两大类。近交系小鼠品系是指通过亲兄弟姐妹之间连续交配20代以上获得的小鼠品系。远交系小鼠品系是指经过固定场所封闭繁衍4代以上，既不进行近亲交配，也不引入外来血缘小鼠产生的小鼠品系。近交系的优势在于同一品系内的不同小鼠遗传背景均一，能减少由个体差异对实验结果造成的干扰。远交系的小鼠繁殖能力强、有杂种优势。牠們抵抗疾病能力相对较强、寿命相对较长，因此维护成本较低。远交系小鼠适合用于药学、毒理学和营养学实验:17-21:26-34。
远交系小鼠的名称由两部分组成，第一部分表示培育该品系的机构名称、第二部分表示该小鼠品系的名称，两部分名称的第一个字母都需要大写，两部分之间用冒号隔开。例如，Hsd:NIH Swiss指哈兰·斯普拉格·道利公司（Harlan Sprague Dawley, Inc.）培育的NIH瑞士小鼠远交系。近交系小鼠品系的名称需要是全大写拉丁字母或大写拉丁字母与数字的组合，一般是基于该品系的代表性性状或特征性表现型命名的，如DBA品系是因其毛色而得名、NOD品系是因其非肥胖型糖尿病（non-obese diabetic）特征而得名:34-39。